# خاكا
خاكا هي بلدة في مقاطعة مرحمت في ولاية أنديجان في أوزبكستان.